# باروینکوفه
شهر باروینکوفه (به روسی: Барвінкове) در استان خارکف در کشور اوکراین واقع شده‌است. جمعیت این شهر ۱۲٬۹۹۸ نفر است.

## نگارخانه

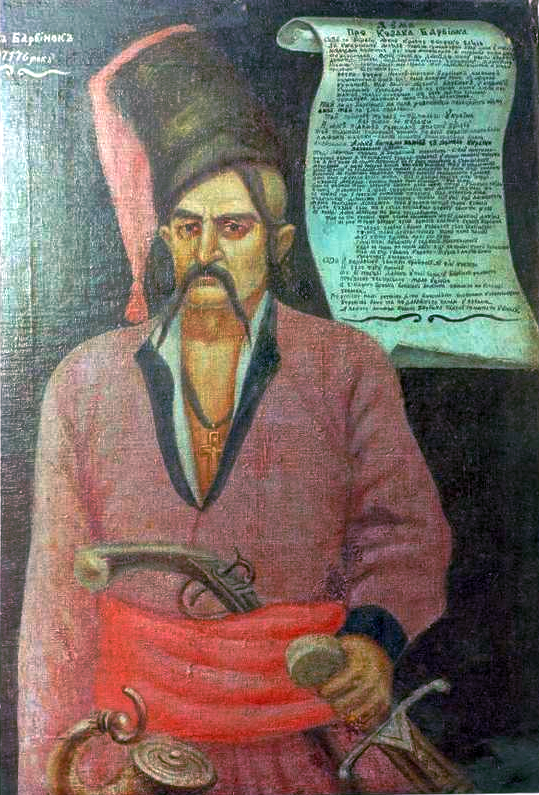
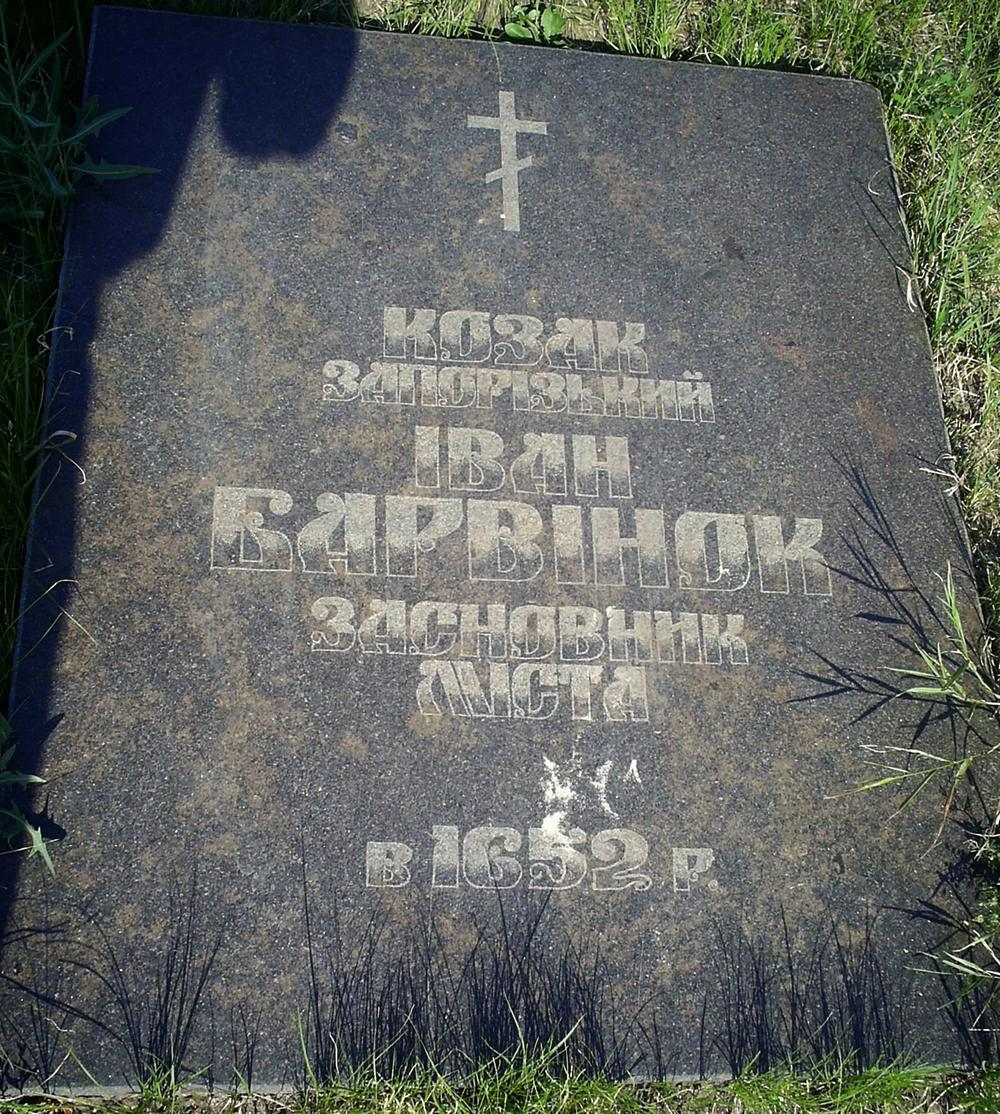